# 蕾凱兒·莫里歐
蕾凱兒·莫里歐（英語：Raquel Murillo）是Netflix系列紙房子中的一個虛構角色，由伊特斯爾·伊圖諾飾演。她是西班牙國家警察的一名督察，之前負責調查皇家造幣廠的搶劫案，離婚且育有一女並跟母親住在一起。因未能阻止搶劫案而被迫辭職，後來她加入了搶劫西班牙銀行的搶劫團伙。 

## 角色設定
蕾凱兒·莫里歐是西班牙國家警察的一名督察，第1部分和第2部分中負責與馬德里西班牙皇家鑄幣廠劫匪談判，離婚且育有一女並跟母親住在一起，表面上是能力強的女強人，私底下卻是家暴受害者。在談判期間，在一家名為Salvador Martín的酒吧遇到了賽吉歐·馬奇納「教授」向她介紹自己，並開始了與他的關係，因與教授的私人關係被警方懷疑為共犯並脅迫利用。她愛上了「教授」，以至於選擇跟隨他而不是逮捕他，在她因負責調查時做出的錯誤決定而受到刺激，並成為該而被迫辭職的一員。她和其他幫派成員一樣以里斯本城市的名字來隱藏自己的身份。

## 構想
伊特斯爾·伊圖諾將蕾凱兒·莫里歐描述為「男性世界中的一位堅強而強大的女性，但在她的私人生活中很敏感」。她從《沉默的羔羊》中的角色克麗絲·史達琳中獲得靈感，她是美國聯邦調查局的一名實習幹員，家庭生活混亂，對罪犯產生了同情。創作者艾力克斯·平納將蕾凱兒·莫里歐的故事看作是一位前受虐的妻子愛上教授的故事「非常強大，非常浪漫」。他們來自兩個相反的方面是「intended to enhance the genre」和製片人「想做到的」的東西。

## 外部連結
- 網際網路電影資料庫上蕾凱兒·莫里歐 （页面存档备份，存于）的資料（英文）